# 스캔들: 조선남녀상열지사
"스캔들: 조선남녀상열지사"는 이재용 감독의 2003년 영화이다. 프랑스의 소설가인 쇼데를로 드 라클로가 지은 소설 "위험한 관계"를 조선 시대를 배경으로 각색한 것이다. 청소년 관람불가로는 300만이 넘는 관객수를 기록하였고, 작품면에서도 큰 호평을 받았다.
한편, 조원 역에는 조재현이 거론됐으나 아내의 심의에 걸려 탈락했다.

## 출연진

### 주연
- 배용준 - 조원 역
- 이미숙 - 조씨 부인 역
- 전도연 - 숙부인 정씨 역

### 조연
- 조현재 - 권인호 역
- 이소연 - 이소옥 역
- 전양자 - 좌의정 부인
- 나한일 - 유대감 역
- 이미지 - 소옥 어미 역
- 최성민 - 자근노미 역
- 윤선녀 - 은실이 역
- 이윤건 - 윤종원 역
- 최반야 - 추월이 역
- 민경옥 - 안동댁 역
- 서윤아 - 정금이 역
- 정석규 - 김흥연 역

### 단역
- 최대응 - 원로 1 역
- 정재진 - 원로 2 역
- 공호석 - 원로 3 역
- 이영실 - 최씨 부인 역
- 전명선 - 오씨 부인 역
- 장민석 - 의관 담당 하인 역
- 김준수 - 한량들 역
- 서지오 - 한량들 역
- 허명행 - 한량들 역
- 에릭심 - 중국인 신부 역
- 김덕형 - 가마꾼 1 역
- 고서령 - 기생 역
- 안덕호 - 행랑 아범 역
- 이희연 - 여주댁 역
- 조유나 - 소실들 역
- 김하경 - 소실들 역
- 김현윤 - 소실 아이들 역
- 김홍규 - 소실 아이들 역
- 안혜영 - 부인들 역
- 김효진 - 부인들 역
- 양혜인 - 부인들 역
- 한반석 - 재관 역
- 이강덕 - 청지기 역
- 손민목 - 시사주인 역
- 이연호 - 쪽문 사내 역
- 노승회 - 자객들 역
- 조기훈 - 자객들 역
- 최윤정 - 배끄는 사동 역
- 전연수 - 조원 사동들 역
- 강소영 - 조원 사동들 역
- 표상우 - 호위 무사 역
- 최영준 - 스님 역
- 강규성 - 화공 역
- 김현정 - 후원 학사들 역
- 이춘승 - 후원 학사들 역
- 김승우 - 후원 학사들 역
- 박상후 - 후원 학사들 역
- 박선호 - 후원 학사들 역
- 박장원 - 농악대 역
- 정명아 - 농악대 역
- 진광진 - 농악대 역
- 권호윤 - 농악대 역
- 윤두율 - 농악대 역
- 홍진호 - 농악대 역
- 김영철 - 농악대 역
- 원호섭 - 내레이션

## 수상 정보
- 2003년 제24회 청룡영화상 - 신인남우상, 인기스타상 : 배용준
- 2003년 제8회 부산국제영화제 - 넷팩상(아시아영화진흥기구상)
- 2003년 제23회 한국영화평론가협회상 - 여우주연상 : 이미숙
- 2004년 제7회 상하이국제영화제 국제경쟁부문 - 감독상, 음악상, 시각&음향효과상
- 2004년 제40회 백상예술대상 - 영화부문 남자신인연기상 : 배용준
- 2004년 제3회 대한민국 영화대상 - 미술상
- 2004년 제41회 대종상 영화제 - 의상상
- 2004년 제8회 베로나국제영화제 - Love in Competition’섹션 : Stefano Reggiani Prize상

## 오리지널 사운드 트랙
수록곡
1. 조씨추문록(趙氏醜聞錄) - 이병우
2. 남녀상열지사(男女相悅之嗣) - 이병우
3. 타이틀 - 이병우
4. 조원의 아침 - 이병우
5. 춘면곡(春眠曲) - 이병우
6. 소옥의 첫걸음 - 이병우
7. 부용정(芙蓉亭) - 이병우
8. 소옥과 인호 - 이병우
9. 길 잃은 숙부인 - 이병우
10. 연서(戀書) - 이병우
11. 어린 연인들 - 이병우
12. 여우사냥 이병우 - 이병우
13. 방안의 꽃신 - 이병우
14. 조씨부인의 가르침 - 이병우
15. 우화당의 눈물 - 이병우
16. 통(通) - 이병우
17. 강화 바닷가 - 이병우
18. 마지막 고백 - 이병우
19. 겨울호수 - 이병우
20. 스캔들 - 이병우
21. 흩어진 꽃잎 - 이병우
22. 조원의 피리 - 이병우
23. 에필로그 - 이병우
24. 널 버린 나를 버리네 - 이병우